# Villa angularis
Villa angularis är en tvåvingeart som först beskrevs av Thomson 1869.  Villa angularis ingår i släktet Villa och familjen svävflugor. Inga underarter finns listade i Catalogue of Life.